# ルイス・ミゲル・カステロ・サントス
ルイス・ミゲル・カステロ・サントス（Luís Miguel Castelo Santos 、2000年1月20日 - ）は、ポルトガル・エントロンカメント出身のプロサッカー選手。FCコシツェ所属。ポジションは、フォワード。

## クラブ歴
2020年7月4日、1-3で敗れたアウェーのSLベンフィカ戦でプリメイラ・リーガデビューを果たした。